# Horizon Call of the Mountain
Horizon Call of the Mountain ist ein Action-Videospiel, das von Guerrilla Games und Firesprite entwickelt wurde. Das Spiel ist ein Ableger der Horizon-Serie und im Februar 2023 vom Publisher Sony Interactive Entertainment als Launch-Titel für das Virtual-Reality-Headset PlayStation VR2 veröffentlicht.

## Spielprinzip
Das Spiel wird aus der Ego-Perspektive gespielt. Ryas, der Protagonist des Spiels, wird als „Meister im Klettern und Bogenschießen“ beschrieben und ist mit einem Jägerbogen ausgestattet, mit dem er verschiedene Roboterkreaturen im Spiel besiegen kann. Obwohl das Spiel weitgehend linear ist, gibt es mehrere Pfade, auf denen die Spieler ihre Ziele erforschen und erreichen können. Im Laufe des Spiels werden zusätzliche Werkzeuge und Ausrüstungen freigeschaltet, die es den Spielern ermöglichen, sowohl bei der Erkundung als auch im Kampf effizienter zu sein. Neben der Haupthandlung bietet das Spiel auch einen landschaftlichen Modus namens „River Ride“, eine geführte Tour durch die Landschaft des Spiels.

## Entwicklung
Horizon Call of the Mountain wurde von Guerrilla Games entwickelt, die auch Horizon Zero Dawn und Horizon Forbidden West entwickelt haben, sowie von Firesprite, einem britischen Studio, das bereits an VR-Titeln wie The Playroom und The Persistence gearbeitet hat. Es erschien am 22. Februar 2023 als Launch-Titel für das PlayStation-VR2-Headset.
Man wollte ein auf VR maßgeschneiderten Titel erschaffen, der eine neue Sicht auf die Welt von Horizon bringt.

## Rezeption
Auf Metacritic hat das Spiel eine Punktzahl von 79 (basierend auf 40 Rezensionen), was auf „Generell positive Bewertungen“ hinweist.
Es wurde besonders die Grafik hervorgehoben und als bahnbrechend bezeichnet. Kritisiert wurde vor allem die Spieldauer und die wenig zugängliche Geschichte, die eher was für Fans der Spieleserie wäre als für Neulinge.
Es wäre einer der Hauptgründe sich die VR2 zu besorgen sofern man nicht an Höhenangst leide. Die Immersion sei einzigartig.